# Siostra, siostra
Siostra, siostra (ang. Sister, Sister) – amerykański thriller z 1987 roku wyreżyserowany przez Billa Condona. Wyprodukowany przez New World Pictures.
Premiera filmu miała miejsce 13 września 1987 roku podczas 12. Międzynarodowego Festiwalu Filmowego w Toronto. Premiera filmu odbyła się 9 lutego 1988 roku w Stanach Zjednoczonych.

## Opis fabuły
Siostry Bonnard mieszkają w starej, podupadającej rezydencji rodzinnej, przekształconej w pensjonat. Lucy (Jennifer Jason Leigh) opiekuje się starsza Charlotte (Judith Ivey). W skrywanej przez siostry tajemnicy ma swój udział również Etienne (Benjamin Mouton), zakochany od dzieciństwa w Lucy, oraz nieznajomy, który wynurza się z okolicznych bagien jako cień.

## Obsada
- Eric Stoltz jako Matt Rutledge
- Ben Cook jako młody Matt
- Jennifer Jason Leigh jako Lucy Bonnard
- Ashley McMurray jako młoda Lucy
- Judith Ivey jako Charlotte Bonnard
- Dennis Lipscomb jako szeryf Cleve Doucet
- Anne Pitoniak jako pani Bettlehelm
- Benjamin Mouton jako Etienne LeViolette
- Casey Levron jako młody Etienne
- Natalia Nogulich jako Fran Steuben
- Richard Minchenberg jako Lenny Steuben
- Bobby Pickett jako Roger
- Jason Saucier jako Jud Nevins
- Jerry Leggio jako pan Bonnard
- Fay Cohn jako pani Bonnard
- Bill Condon jako ksiądz